# Lotononis tenuipes
Lotononis tenuipes är en ärtväxtart som beskrevs av Burtt Davy. Lotononis tenuipes ingår i släktet Lotononis och familjen ärtväxter. Inga underarter finns listade i Catalogue of Life.